# Cryptandra imbricata
Cryptandra imbricata är en brakvedsväxtart som beskrevs av Barbara Lynette Rye. Cryptandra imbricata ingår i släktet Cryptandra och familjen brakvedsväxter. Inga underarter finns listade i Catalogue of Life.